# Pertes (militaire)

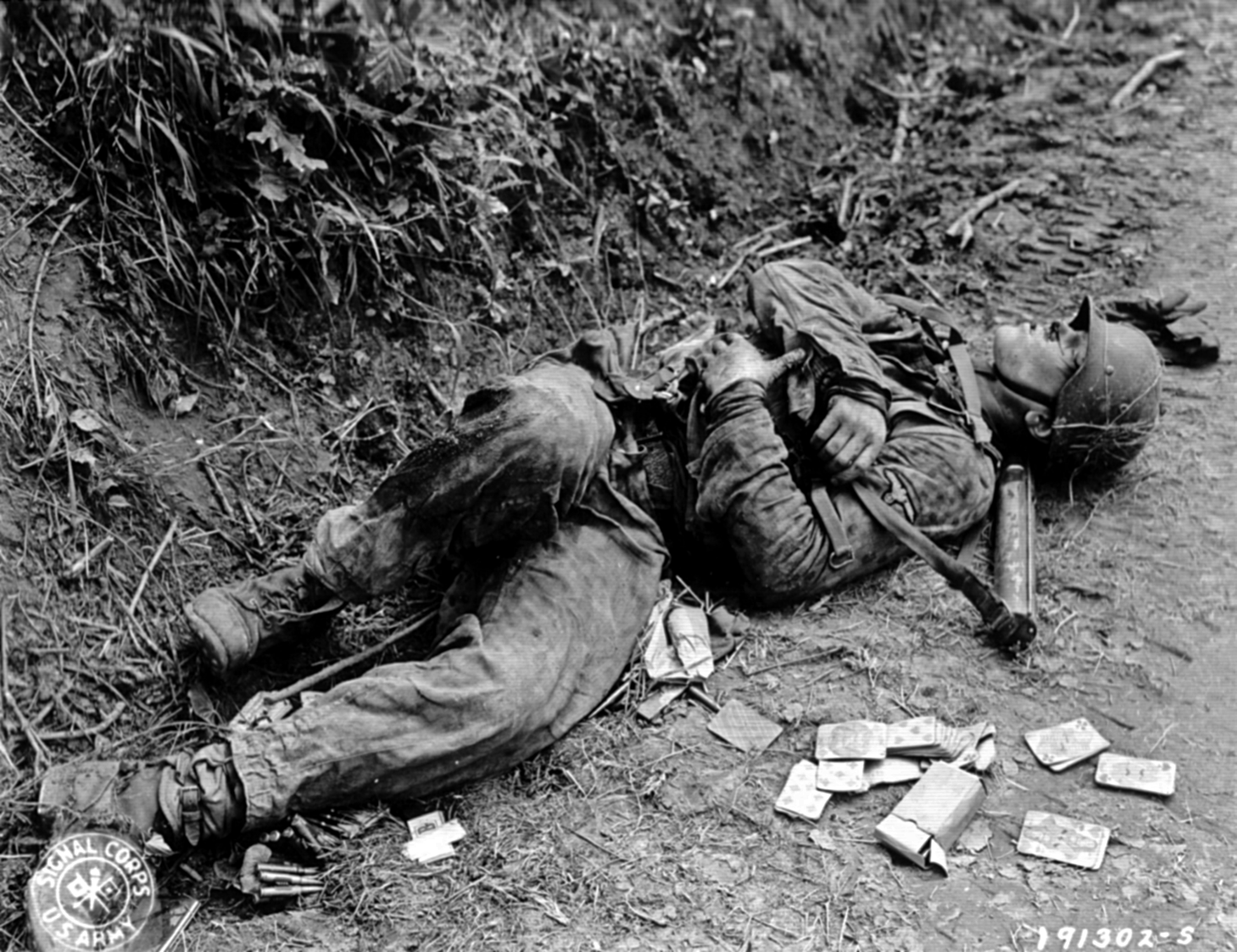
Combattant de la Waffen-SS tué lors de la bataille de Normandie, le 19 juin 1944.

Au cours d'un conflit armé, les pertes militaires sont les personnes au service d'une force armée, combattantes ou non, qui sont rendues indisponibles. Cela peut être dû à plusieurs causes dont la mort, une blessure, une maladie, une capture ou une désertion.

## Usage militaire
Dans l'usage militaire, les pertes sont les personnes en service tuées au combat, tuées ou invalidées par une maladie, invalidées par des blessures ou par un traumatisme psychologique, capturées, qui ont déserté ou sont portées disparues ; mais pas les personnes qui ont subi des blessures ne les empêchant pas de se battre. Les pertes sont donc l'ensemble des personnes qui ne sont plus disponibles pour les opérations en cours, ce qui est la principale considération en situation de combat. Le nombre de blessés est quant à lui le nombre de membres d'une unité qui ne sont pas disponibles pour le service.
Le mot est attesté par le dictionnaire de l'Académie Française dans un sens spécifiquement militaire depuis l'édition de 1835.
Les pertes civiles sont des civils tués ou blessés par des militaires ou des combattants, parfois désignés par l'expression euphémique « dommages collatéraux ».

### Définitions de l'OTAN
L'organisation militaire de l'OTAN utilise les définitions suivantes :

#### Perte
En ce qui concerne le personnel, toute personne perdue pour son organisation du fait d'avoir été déclarée morte, blessée, malade, détenue, capturée ou portée disparue.

#### Perte au combat
Toute perte subie comme résultat direct d'une action hostile, subie au combat ou en rapport avec celle-ci, ou subie à l'aller ou au retour d'une mission de combat.

#### Perte non au combat
Une personne qui n'est pas une victime au combat, mais qui est perdue pour son organisation en raison d'une maladie ou d'une blessure, y compris les personnes décédées de maladie ou de blessure, ou en raison de sa disparition lorsque l'absence ne semble pas être volontaire ou due à l'action ennemie, ou en raison d'un internement.

### Autres définitions
Ces définitions sont populaires parmi les historiens militaires :

#### Victime irrémédiable
Concernant le personnel, toute personne tuée au combat, portée disparue au combat ou décédée de blessures ou de maladies avant d'être évacuée vers une installation médicale,.

#### Accident médical
En ce qui concerne le personnel, toute personne frappée d'incapacité par des blessures subies ou des maladies contractées dans une zone de combat, ainsi que toute personne admise dans une installation médicale pour traitement ou récupération pendant plus d'une journée. Il existe une distinction entre un accident médical au combat et un accident médical et non lié au combat . Le premier fait référence à une victime médicale qui résulte directement d'une action de combat; ce dernier fait référence à une victime médicale qui n'est pas le résultat direct d'une action de combat,.

#### Tuée en action
Une classification des victimes généralement utilisée pour décrire toute personne tuée par l'action de forces hostiles.

#### Portée disparu
Une classification des victimes généralement utilisée pour décrire toute personne portée disparue pendant les opérations de combat. Ils peuvent avoir déserté ou avoir été tués, blessés ou faits prisonniers .

#### Blessée en action

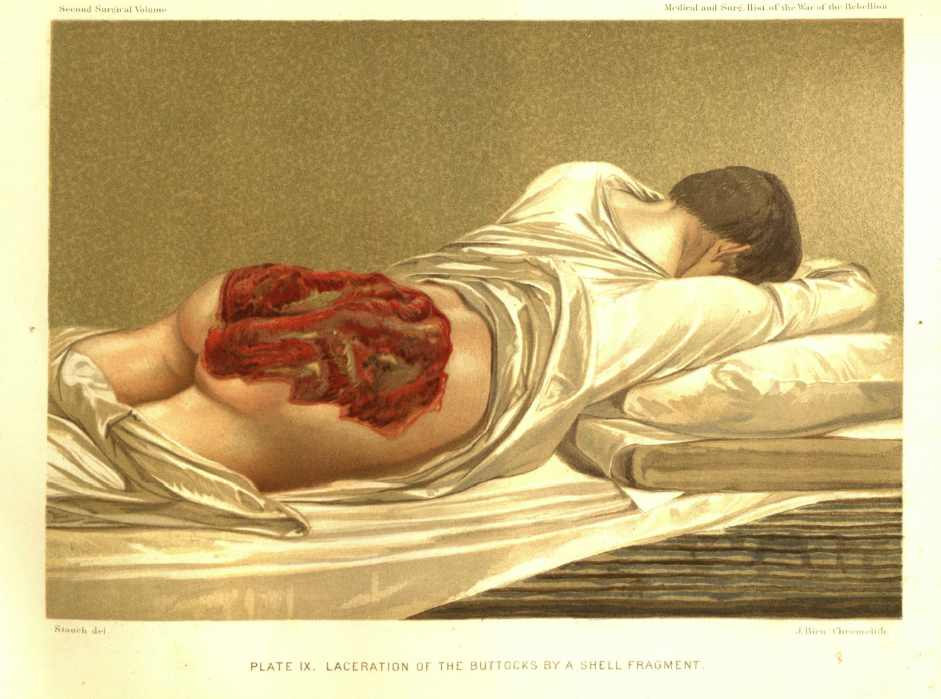
Blessure due à un fragment d'obus pendant la guerre de Sécession.

Une classification des pertes généralement utilisée pour décrire toute personne qui a subi une blessure par l'action de forces ennemies.

#### Prisonnier de guerre
Une classification des victimes généralement utilisée pour décrire toute personne capturée et détenue par des forces hostiles.

## Incidence

### Décès militaires et civils
Selon le rapport 2004 de l'OMS sur la santé dans le monde, les décès dus à des blessures intentionnelles (y compris la guerre, la violence et le suicide ) étaient estimés à 2,8% de tous les décès. Dans le même rapport, les blessures non intentionnelles seraient responsables de 6,2% de tous les décès.

## Voir également
- Perte civile
- Viol de guerre
- Liste des causes de décès par taux